# گل یخ (ترانه)
گل یخ آهنگی از کورش یغمایی در سبک فولک راک است که در سال ۱۳۵۰، در اولین آلبوم او گل یخ (آلبوم) منتشر شد. ترانهٔ این آهنگ شعری از همکلاسی یغمایی در دانشگاه ملی ایران (شهید بهشتی)، مهدی اخوان لنگرودی است.
این اثر به همراه حجم خالی یغمایی را به دوران حرفه‌ای موسیقی‌اش وارد کرد.

## ترانه
به گفتهٔ مهدی اخوان لنگرودی، او ترانه را در دانشگاه ملی و وقتی نوشته‌است که فرزند سه سالهٔ برادرش که همراه او در دانشگاه بود گریه می‌کرد و «اشک‌هایش مثل یک ستاره از چشم‌هایش بیرون می‌زد».
متن ترانه
| غم میون دوتا چشمون قشنگت             |  | لونه کرده     |
| شب تو موهای سیاهت                    |  | خونه کرده     |
| دوتا چشمون سیاهت                     |  | مثل شب‌های منه |
| سیاهی‌های دو چشمت                     |  | مثل غم‌های منه |
| وقتی بغض از مژه هام پایین میاد،      |  | بارون میشه    |
| سیل غم آبادیمو ویرونه کرده           |  |               |
| وقتی با من میمونی تنهاییمو           |  | باد می‌بره     |
| دوتا چشمام بارونِ                     |  | شبونه کرده    |
| بهار از دستای من پر زد و رفت         |  |               |
| گل یخ توی دلم                        |  | جوونه کرده    |
| تو اتاقم دارم از تنهایی آتیش می‌گیرم  |  |               |
| عشق، شکوفه توی این                   |  | زمونه کرده    |
| چی بخونم جوونیم رفت و صدام رفته دیگه |  |               |
| گل یخ توی دلم                        |  | جوونه کرده    |

## تأثیرات
گل یخ، برپایه داشتن استانداردهای جهانی به سرعت به خارج از مرزهای ایران نفوذ کرد و در پی آن، اجراهای گوناگونی در دیگر کشورهای جهان از این ترانه شکل گرفت که تا هم‌اکنون نیز ادامه دارد. این اولین باری بود که موسیقی ایران وارد عرصه‌های جهانی می‌شد.
در سال ۲۰۱۸ ناز خواننده رپ آمریکایی ملودی آهنگ آدم و حوا را به‌طور کامل از آهنگ گل یخ کوروش یغمایی سمپل کرده‌است.